# Lagoa da Barreira

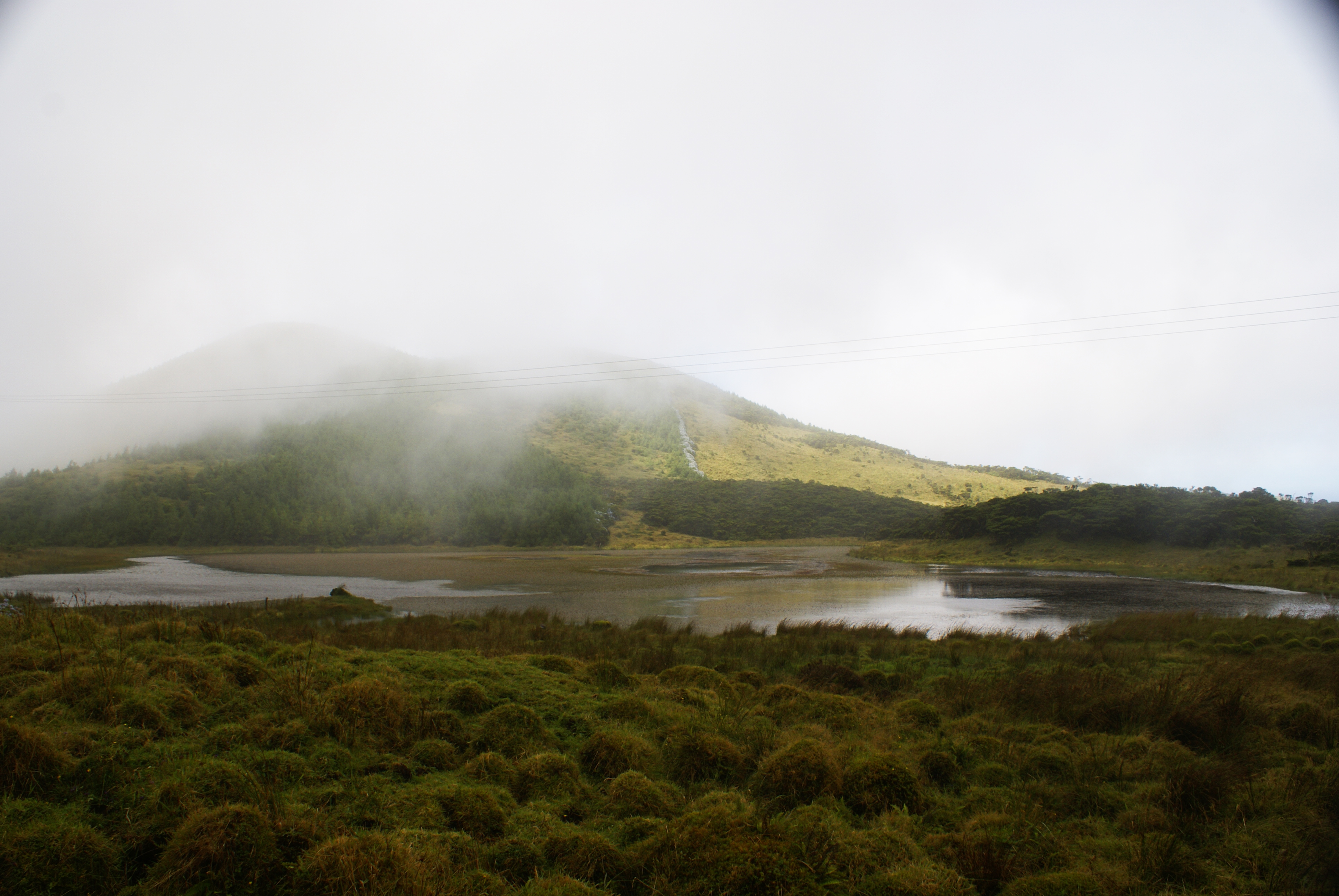
Lagoa da Barreira, vista parcial por entre as brumas.

A Lagoa da Barreira é uma lagoa portuguesa, localizada na ilha açoriana do Pico, arquipélago dos Açores, no município de São Roque do Pico.
Esta Lagoa encontra-se rodeada por elevações cujas altitudes variam dos 643 metros no Cabeço da Serreta aos 819 no Pico Corre Água. Encontra-se ainda nas suas proximidades a montanha denominada Curral Queimado.